# Aaiha
Aaiha (in arabo  ايحه‎?) è una città e municipalità del Libano, situato nel Distretto di Rashaya. Si trova tra Rashaya e un luogo chiamato Kfar Qouq, a 86 km au sud-est di Beirut e a meno di 8 km della frontiera con la Siria.
Edward Robinson visitò Aaiha nel 1852. Robinson documentò il tempio romano di Aaiha, risalente a 92 d.C..,  situato vicino a un lago, su una pianura chiamata "pianura di Aaiha". La pianura misura 2 km di diametro, è di forma circolare ed è circondata da colline.. Un torrente sotterraneo, conosciuto come la "Fontana del Hasbani, forma il lago attraverso una grotta nel nordovest. Lo studioso confrontò il lago con un altro descritto precedentemente da Flavio Giuseppe chiamato "Phiala".
Georges Fadi Comair dichiarò "Il lago Aaiha forma i confini di tre paesi: Libano, Siria e Israele". George Taylor ha documentato il tempio tra diversi nella zona del Monte Hermon.